# Alchemilla pseudothmarii
Alchemilla pseudothmarii é uma espécie de rosácea do gênero Alchemilla, pertencente à família Rosaceae.